# Wolfgang Stratenwerth
Wolfgang Friedrich Stratenwerth (* 12. Januar 1929 in Duisburg) ist ein deutscher Wirtschafts- und Berufspädagoge.

## Beruflicher Werdegang
Wolfgang Stratenwerth legte im Jahr 1949 an der  Staatlichen Oberschule für Jungen in Bad Laasphe das Abitur ab und studierte Wirtschafts- und Sozialwissenschaften an der Universität zu Köln (Abschluss: Diplom-Handelslehrer). 1956 wurde er in der Wirtschafts- und Sozialwissenschaftlichen Fakultät der Universität Köln zum Dr. rer. pol. promoviert.
Von 1953 bis 1963 war er wissenschaftlicher Assistent/Oberassistent bei Friedrich Schlieper und von 1963 bis 1975 stellvertretender Leiter des Forschungsinstituts für Berufsbildung im Handwerk an der Universität zu Köln. Von 1962 bis 1963 lehrte er als Gastdozent an der Freien Universität Berlin und von 1968 bis 1973 als Lehrbeauftragter an der Gesamthochschule Wuppertal. 1976 erhielt er eine Professur für Erziehungswissenschaft an der Philosophischen Fakultät der RWTH Aachen und war von 1977 bis 1980 Professor für Allgemeine Erziehungswissenschaft (Schwerpunkt: Berufs- und Sozialpädagogik) an der Pädagogischen Hochschule Rheinland (Abteilung Aachen).
Am 1. Januar 1981 nahm er den Ruf auf die Stelle eines Professors für Wirtschafts- und Berufspädagogik der Universität Köln an und wurde zugleich Direktor des Instituts für Berufs-, Wirtschafts- und Sozialpädagogik der Universität Köln und bis Jahresende 1991 des Forschungsinstituts für Berufsbildung im Handwerk. Seine Emeritierung erfolgte am 28. Februar 1994.

## Forschung und Entwicklung (Schwerpunkte)
- Entwicklung einer Theorie der auftragsorientierten Berufsausbildung in Handwerksbetrieben
- Konzeptualisierung eines handlungstheoretisch basierten Strukturmodells der subjektiven Lernsituation
- Planung, wiss. Leitung und Evaluierung von Modellseminaren für betriebliche Ausbilder (Handwerk und Industrie), Ausbildungsberater und für Lehrkräfte von überbetrieblichen Ausbildungsstätten, Meisterschulen und Fachschulen
- Wissenschaftliche Begleitung von Modellversuchen zur Weiterbildung im Bereich der Gestaltung (Handwerksdesign)
- Studien zu internationalen Entwicklungen in der Berufsbildung (USA, Frankreich, Russland, Sowjetunion, Rumänien)
- Studien zur Geschichte des monitorialen Schul- und Unterrichtssystems von Andrew Bell (1753–1832) und Joseph Lancaster (1778–1838)

## Auszeichnungen
- 1986: Handwerkszeichen in Gold des Zentralverbandes des Deutschen Handwerks[1]
- 1988: Verdienstkreuz am Bande des Verdienstordens der Bundesrepublik Deutschland[2]
- 2003: Goldenes Ehrenzeichen der Handwerkskammer Düsseldorf[3]

## Schriften (Auswahl)
- Die Berufsabgrenzung im Handwerk als wirtschaftspädagogisches Problem. Berufsbildung im Handwerk (Reihe A, Heft 12), Hrsg.: Friedrich Schlieper. Köln 1956.
- Entwicklungsphasen der Berufserziehung in der Sowjetunion. In: Gedanken zur Wirtschaftspädagogik. Festschrift für Friedrich Schlieper, Hrsg.: Karl Abraham. S. 151–188. Freiburg i. B. 1962.
- mit Friedrich Schlieper, Johannes Baumgardt: Handwörterbuch der Berufserziehung. Erstellt im Auftrage der Kommission der Europäischen Wirtschaftsgemeinschaft, Köln 1964
- Betriebsgebundene und schulgebundene Berufserziehung. In: Die Berufsschule in der industriellen Gesellschaft, Hrsg.: Hermann Röhrs. S. 12–137. Frankfurt a. M. 1968
- Entwicklungstendenzen der Berufserziehung im öffentlichen Schulwesen der USA. In: Jahrbuch für Wirtschafts- und Sozialpädagogik 1969, Hrsg.: Dr. Kurt-Herberts-Stiftung zur Förderung von Forschung und Lehre der Wirtschafts- und Sozialpädagogik, S. 169–205. Köln 1969
- Bildungsmaßnahmen zur Vergrößerung der beruflichen Polyvalenz. Studie über den gegenwärtigen Stand und die Problematik der in der BRD ergriffenen Berufsbildungsmaßnahmen zur Vergrößerung der beruflichen Anpassungs- und Umstellungsfähigkeit der Arbeitskräfte, erstellt im Auftrage der Kommission der Europäischen Wirtschaftsgemeinschaft. Heft 26 der Reihe A der Schriftenreihe „Berufserziehung im Handwerk“, Hrsg.: Friedrich Schlieper. Köln 1969
- Berufliche Bildung und Qualifikation in der Sozialistischen Republik Rumänien. (Mitverfasser: Bruno Schurer), Hrsg.: Bundesministerium für Wirtschaft, Referat Bildungspolitik. Bonn 1980
- Handlung und System in Modellen der Wirtschaftspädagogik und Wirtschaftsdidaktik – dargestellt am Beispiel eines Strukturmodells der Lernsituation. In: Handlung und System. Beiträge zum 2. Symposium Fachdidaktik Wirtschaftswissenschaften, Hrsg.: F. Achtenhagen u. a. S. 123–138. Düsseldorf 1988
- Gestaltung im Handwerk. Bd. II.: Akademie für Gestaltung – Bedarfseinschätzung und konzeptionelle Überlegungen zur Einrichtung eines Weiterbildungsganges im Bereich der Gestaltung (Mitverfasser: Bruno Schurer). Heft 58 der Reihe A der Schriftenreihe „Berufsbildung im Handwerk“, Hrsg.: W. Stratenwerth, M. Twardy. Köln 1990
- Pädagogische Qualifizierungsmaßnahmen im Handwerk. Entwicklungsgeschichtliche Analyse und Dokumentation. Heft 59 der Reihe A der Schriftenreihe „Berufsbildung im Handwerk“, Hrsg. W. Stratenwerth, M. Twardy. Köln 1990
- Allgemeine Struktur und Prinzipien der auftragsorientierten Lernorganisation in Ausbildungsbetrieben des Handwerks. In: Auftragsorientiertes Lernen im Handwerk. Bd. I: Methodenkonzeption. Heft 62 der Reihe A der Schriftenreihe „Berufsbildung im Handwerk“, Hrsg.: W. Stratenwerth, M. Twardy. S. 23–63. Köln 1991
- Der Große Befähigungsnachweis aus wirtschafts- und berufspädagogischer Sicht. In: Deregulierung des Handwerks – Gesamtwirtschaftliche Risiken und Gefahren. Gutachten, erstellt im Auftrag der Deregulierungskommission beim Bundesministerium für Wirtschaft im April 1989, Göttingen 1990, S. 1–22.
- Rahmenstoffplan für Vorbereitungslehrgänge auf Teil IV der Meisterprüfung im Handwerk. Heft 32 der Reihe B der Schriftenreihe „Berufsbildung im Handwerk“, Hrsg.: W. Stratenwerth und M. Twardy. Köln 1993
- Ein Lehrer und tausend Schüler. Joseph Hamels Dokumentation über den „gegenseitigen Unterricht“ (Paris 1818). 2. aktualisierte, ergänzte und korrigierte Auflage. edition winterwork, Borsdorf 2020, ISBN 978-3-96014-663-6
- Joseph Christian Hamel 1788–1862. Ein deutscher Arzt, Naturforscher und Technologe aus Sarepta in russischen Diensten. Edition Winterwork, Borsdorf 2020, ISBN 978-3-96014-651-3

## Herausgeberschaften

### Schriftenreihen
- Berufsbildung im Handwerk, Reihe A. (Mitherausgeber: Martin Twardy). Hefte 44 – 64. Köln 1981 bis 1992.
- Berufsbildung im Handwerk, Reihe B. (Mitherausgeber: Martin Twardy). Heft 16 – 32. Köln 1981–1992.
- Wirtschafts- und Berufspädagogische Schriften. (Mitherausgeber: Hans-Jürgen Albers und Bruno Schurer). Bergisch Gladbach ab 1981.

### Sammelwerke
- Berufserziehung zwischen Tradition und Fortschritt. Festschrift für Friedrich Schlieper, Köln 1967.
- Deregulierung des Handwerks – Gesamtwirtschaftliche Risiken und Gefahren. Gutachten erstellt im Auftrag der Deregulierungskommission beim Bundesministerium für Wirtschaft im April 1989 (Mitherausgeber: Gustav Kucera), Göttingen 1990.
- Auftragsorientiertes Lernen im Handwerk, Bd. I: Methodenkonzeption. Berufsbildung im Handwerk (Reihe A), Heft 62, Köln 1991.
- Auftragsorientiertes Lernen im Handwerk, Bd. II: Basismaterialien. Berufsbildung im Handwerk (Reihe A), Heft 63, Köln 1991.